# Emile Robin (person)
Emile Robin (født 12. august 1819 i Paris, død 2. december 1915 sammesteds) var en parisisk storkøbmand, filantrop, cognacfabrikant og vicepræsident i den franske velgørende sammenslutning La Société Centrale de Sauvetage des Naufragés (Selskabet for skibbrudnes redning). 
Han havde stor betydning som stor velgører for Redningsvæsenet i Danmark og redningsvæsener i andre lande bl.a. Frankrig, Holland, Norge, Sverige og Tyskland. I Danmark alene findes der ni legater, et der gives til skibsførere i udenrigsfart, der har frelst mandskabet på et skib, de otte andre til redningsmandskab og deres familier og deres efterladte. I 1886 bekostede Emile Robin oprettelsen af den franske redningsstation Cap Lévi.
Redningsbåde i flere lande er opkaldt efter ham.

## Note
1. ↑  I bogen Hjælp: Brand- og redningsarbejdet i Danmark nævnes på side 187, at Emile Robin levede udelukkende ”… af sin meget store formue, samt at hans familie var ganske uden forbindelse eller tilknytning til det kendte (franske) cognachus (Jules Robin)”. Oplysningen stammer fra det franske redningsselskabs hovedsæde i Paris.